# Sophie Ellis-Bextor: iTunes Live in London Festival '09
Sophie Ellis-Bextor: iTunes Live in London Festival '09 è un EP della cantante pop britannica Sophie Ellis-Bextor, pubblicato solo in formato digitale il 3 agosto 2009 dall'etichetta discografica Fascination, sulla piattaforma musicale iTunes.
L'EP è stato anticipato dal singolo Heartbreak (Make Me a Dancer), collaborazione della cantante insieme a gruppo musicale dance Freemasons, e conteneva cinque singoli di successo della cantante eseguiti dal vivo

## Tracce
1. If I Can't Dance (Sophie Ellis-Bextor, Dimitri Tikovoi)
2. Take Me Home (Bob Esty, Michele Aller)
3. Catch You (Cathy Dennis, Greg Kurstin)
4. Groovejet (If This Ain't Love) (Cristiano Spiller, Sophie Ellis-Bextor, Rob Davis)
5. Heartbreak (Make Me a Dancer) (Sophie Ellis-Bextor, James Wiltshire, Russell Small)